# Supercopa lituana de futbol
La Supercopa lituana de futbol (en lituà: Lietuvos futbolo supertaure) és una competició anual de futbol que es disputa a un partit entre el campió de la lliga lituana, l'A Lyga, i el campió de la Copa de Lituània. El partit es juga, en general, a final de març i suposa l'inici de la temporada oficial del futbol lituà. El campionat va ser creat el 1995 per la Federació Lituana de Futbol (LFF).
Si el campionat de lliga de Lituània i el de Copa els guanya el mateix equip la Supercopa és atorgada, automàticament, a l'equip guanyador del doblet. Des de la creació del trofeu el 1995 només hi va haver quatre interrupcions.

## Palmarès
| Any  | Campió                | Finalista             | Resultat      | Ciutat      |
| ---- | --------------------- | --------------------- | ------------- | ----------- |
| 1995 | Inkaras-Grifas Kaunas | —                     | —             | —           |
| 1996 | Kareda Šiauliai       | Inkaras-Grifas Kaunas | 2–1           | Marijampole |
| 1998 | Ekranas Panevežys     | Kareda Šiauliai       | 3–0           | Kedainiai   |
| 2002 | FBK Kaunas            | —                     | —             | —           |
| 2003 | FK Žalgiris Vilnius   | FBK Kaunas            | 2–1           | Šiauliai    |
| 2004 | FBK Kaunas            | —                     | —             | —           |
| 2006 | Ekranas Panevežys     | FBK Kaunas            | 2–1           | Palanga     |
| 2007 | FBK Kaunas            | Suduva Marijampole    | 1–0           | Marijampole |
| 2009 | Suduva Marijampole    | Ekranas Panevežys     | 2–1 (pen.)    | Šiauliai    |
| 2010 | FBK Kaunas            | —                     | —             | —           |
| 2011 | FBK Kaunas            | —                     | —             | —           |
| 2012 | x                     | x                     | x             | x           |
| 2013 | VMFD Žalgiris         | Ekranas Panevežys     | 1–0           | Marijampole |
| 2014 | FK Žalgiris Vilnius   | —                     | —             | —           |
| 2015 | FK Žalgiris Vilnius   | —                     | —             | —           |
| 2016 | Žalgiris              | Trakai                | 4–1           | Vilnius     |
| 2017 | Žalgiris              | Trakai                | 1–0           | Vilnius     |
| 2018 | Sūduva                | Stumbras              | 5–0           | Marijampole |
| 2019 | Sūduva                | Žalgiris              | 2–0           | Marijampole |
| 2020 | FK Žalgiris           | FK Sūduva             | 1–0           | Vilnius     |
| 2021 | FK Panevėžys          | FK Žalgiris           | 2–2; 3–2 pen. | Vilnius     |
| 2022 | FK Sūduva             | FK Žalgiris           | 0–0; 3–2 pen. | Vilnius     |